# Lūkass Krasts
Lūkass Krasts, född 3 januari 2001, är en lettisk rodelåkare.

## Karriär
I februari 2020 vid junior-VM i Oberhof tog Krasts silver tillsammans med Elīna Ieva Vītola, Gints Bērziņš och Eduards Ševics-Mikeļševics i lagstafetten. I januari 2022 vid junior-VM i Winterberg tog han guld tillsammans med Eduards Ševics-Mikeļševics i dubbel samt brons tillsammans med Zane Kaluma, Kaspars Rinks och Eduards Ševics-Mikeļševics i lagstafetten.
I januari 2023 vid EM i Sigulda tog Krasts och Eduards Ševics-Mikeļševics brons i dubbel. De blev samtidigt U23-Europamästare.